# Kaple Navštívení Panny Marie (Kocbeře)
Kaple Navštívení Panny Marie, většinou uváděná jako Červená kaplička je římskokatolická kaple v Kocbeřích, místní části Nové Kocbeře, asi 4 km severovýchodně od Dvora Králové. Je chráněná jako kulturní památka od 3. 5. 1958. Národní památkový ústav ji uvádí v katalogu památek pod rejstříkovým číslem ÚSKP 37177/6-3570.

## Historie
Původní kaple byla založena roku 1671 u Janské studánky poustevníky a zasvěcena sv. Janu Křtiteli. Po zrušení poustevny roku 1766 byla přeložena na kraj lesa do Kocbeře. Roku 1907 byla nahrazena stavbou zděnou. Po přeložení byla nově zasvěcena Navštívení Panny Marie.

## Bohoslužby
Bohoslužby se v kapli nekonají.